# 2010 no desporto
Nesta página encontrará os fatos e referências do desporto que ocorreram durante o ano de 2010.

## Janeiro
- 8 de janeiro - Seleção do Togo e atacada a tiros na Província de Cabinda na Angola. Três pessoas morrem e a Seleção do Togo desiste de participar da Copa das Nações Africanas de 2010.
- 18 de Janeiro - Transferência de Rúben Micael do Nacional da Madeira para o FC Porto por 3 milhões de Euros por 60 % do passe.
- 25 de janeiro - O  São Paulo vence a Copa São Paulo de Futebol Júnior
- 30 de janeiro
  -  Serena Williams vence  Justine Henin e é campeã do Australian Open
  -  Tiago Fernandes vence  Sean Berman e é campeão do torneio juvenil do Australian Open, se tornando o primeiro brasileiro a conquistar um torneio de Grand Slam juvenil.
- 31 de janeiro
  - O  Egito vence a Copa Africana de Nações
  -  Roger Federer vence  Andy Murray e é campeão do Australian Open

## Fevereiro
- 7 de fevereiro - O New Orleans Saints vence o Indianapolis Colts no Super Bowl XLIV e é campeão da temporada 2009/2010 da NFL
- 12 de fevereiro
  - Cerimônia de abertura dos Jogos Olímpicos de Inverno
  - 1º dia de disputa dos Jogos Olímpicos de Inverno
- 13 de fevereiro - 2º dia de disputa dos Jogos Olímpicos de Inverno
- 14 de fevereiro - 3º dia de disputa dos Jogos Olímpicos de Inverno
- 15 de fevereiro - 4º dia de disputa dos Jogos Olímpicos de Inverno
- 16 de fevereiro - 5º dia de disputa dos Jogos Olímpicos de Inverno
- 17 de fevereiro - 6º dia de disputa dos Jogos Olímpicos de Inverno
- 18 de fevereiro - 7º dia de disputa dos Jogos Olímpicos de Inverno
- 19 de fevereiro - 8º dia de disputa dos Jogos Olímpicos de Inverno
- 20 de fevereiro - 9º dia de disputa dos Jogos Olímpicos de Inverno
- 21 de fevereiro - 10º dia de disputa dos Jogos Olímpicos de Inverno
- 22 de fevereiro - 11º dia de disputa dos Jogos Olímpicos de Inverno
- 23 de fevereiro - 12º dia de disputa dos Jogos Olímpicos de Inverno
- 24 de fevereiro - 13º dia de disputa dos Jogos Olímpicos de Inverno
- 25 de fevereiro - 14º dia de disputa dos Jogos Olímpicos de Inverno
- 26 de fevereiro - 15º dia de disputa dos Jogos Olímpicos de Inverno
- 27 de fevereiro - 16º dia de disputa dos Jogos Olímpicos de Inverno
- 28 de fevereiro
  - Último dia de disputa dos Jogos Olímpicos de Inverno
  - Cerimônia de encerramento dos Jogos Olímpicos de Inverno

## Março
- 14 de março
  -  Fernando Alonso vence o Grande Prêmio do Barém de Fórmula 1
  -  Will Power vence o Grande Prêmio de São Paulo da Fórmula Indy
  -  Keila Costa conquista a medalha de bronze no Salto em distância no Campeonato Mundial de Atletismo em Pista Coberta
  -  Fabiana Murer conquista a medalha de ouro no Salto em altura no Campeonato Mundial de Atletismo em Pista Coberta
- 28 de março -  Jenson Button vence o Grande Prêmio da Austrália de Fórmula 1
- 29 de março -  Will Power vence o Grande Prêmio de São Petersburgo da Fórmula Indy

## Abril
- 4 de abril -  Sebastian Vettel vence o Grande Prêmio da Malásia de Fórmula 1
- 11 de abril -  Hélio Castroneves vence o Grande Prêmio do Alabama da Fórmula Indy
- 17 de abril
  -  Jenson Button vence o Grande Prêmio da China de Fórmula 1
  - O  Osasco vence a Superliga Feminina de Voleibol
  - O  Botafogo vence o Campeonato Carioca de Futebol
  - O  Coritiba vence o Campeonato Paranaense de Futebol
  -  Ryan Hunter-Reay vence o Grande Prêmio de Long Beach da Fórmula Indy
- 25 de abril - O  ABC vence o Campeonato Potiguar de Futebol

## Maio
- 1 de maio
  - O  Florianópolis vence a Superliga Masculina de Voleibol
  -  Scott Dixon vence o Grande Prêmio do Kansas da Indycar
  - O  Ceilândia vence o Campeonato Brasiliense de Futebol
  - O  Murici vence o Campeonato Alagoano de Futebol
- 2 de maio
  - O  Santos vence o Campeonato Paulista de Futebol
  - O  Atlético Mineiro vence o Campeonato Mineiro de Futebol
  - O  Grêmio vence o Campeonato Gaúcho de Futebol
  - O  Avaí vence o Campeonato Catarinense de Futebol
  - O  Atlético Goianiense vence o Campeonato Goiano de Futebol
  - O  Fortaleza vence o Campeonato Cearense de Futebol
  - O  Vitória vence o Campeonato Baiano de Futebol
- 5 de maio - O  Olympique de Marseille vence o Campeonato Francês de Futebol
- 6 de maio - O  River Plate-SE vence o Campeonato Sergipano de Futebol
- 8 de maio - O  Bayern Munique vence o Campeonato Alemão de Futebol
- 9 de maio
  -  Mark Webber vence o Grande Prêmio da Espanha de Fórmula 1
  - O  Chelsea vence o Campeonato Inglês de Futebol
  - O  Benfica vence o Campeonato Português de Futebol
  - O  Sport vence o Campeonato Pernambucano de Futebol
- 12 de maio - O  Atlético Madrid vence a Liga Europa da UEFA
- 16 de maio
  -  Mark Webber vence o Grande Prêmio de Mônaco de Fórmula 1
  - O  Barcelona vence o Campeonato Espanhol de Futebol
  - A  Internazionale vence o Campeonato Italiano de Futebol
  - O  Argentinos Juniors vence o Torneio Clausura do Campeonato Argentino de Futebol
  - O  Zenit vence a Copa da Rússia
  -  Rafael Nadal vence  Roger Federer e conquista o Masters Series de Madri
- 22 de maio - A  Internazionale vence a Liga dos Campeões da UEFA
- 30 de maio
  -  Lewis Hamilton vence o Grande Prêmio da Turquia de Fórmula 1
  -  Dario Franchitti vence as 500 Milhas de Indianápolis

## Junho
- 5 de junho
  -  Ryan Briscoe vence o Grande Prêmio do Texas da Indycar
  - Francesca Schiavone vence Samantha Stosur e é campeã do Torneio de Roland-Garros
- 6 de junho
  - Rafael Nadal vence Robin Söderling e é campeão do Torneio de Roland-Garros
  - O  Brasília vence o Novo Basquete Brasil
- 13 de junho -  Lewis Hamilton vence o Grande Prêmio do Canadá de Fórmula 1
- 20 de junho -  Tony Kanaan vence o Grande Prêmio de Iowa da Indycar
- 27 de junho -  Sebastian Vettel vende o Grande Prêmio da Europa de Fórmula 1

## Julho
- 3 de julho - Serena Williams vence Vera Zvonareva e é campeã do Torneio de Wimbledon
- 4 de julho
  -  Rafael Nadal vence Tomáš Berdych e é campeão do Torneio de Wimbledon
  -  Will Power vence o Grande Prêmio de Watkins Glen da Indycar
- 11 de julho
  -  Mark Webber vence o Grande Prêmio da Grã-Bretanha de Fórmula 1
  - A  Espanha vence a Copa do Mundo de futebol pela primeira vez.
- 18 de julho -  Will Power vence o Grande Prêmio de Toronto da Indycar
- 25 de julho
  -  Fernando Alonso vence o Grande Prêmio da Alemanha de Fórmula 1
  -  Scott Dixon vence o Grande Prêmio de Edmonton da Indycar
  - O  Vitória vence a Copa do Brasil de Futebol Sub-15 de 2010
  - O  Brasil vence a Liga Mundial de Voleibol

## Agosto
- 1 de agosto
  - O  Brasil vence o Campeonato Sul-Americano de Basquetebol Masculino
  -  Mark Webber vence o Grande Prêmio da Hungria de Fórmula 1
- 4 de agosto - O  Santos vence a Copa do Brasil de Futebol
- 8 de agosto -  Dario Franchitti vence o Grande Prêmio de Mid-Ohio da Indycar
- 14 de agosto
  - O  Brasil vence o Campeonato Sul-Americano de Basquetebol Feminino
  - Início dos Jogos Olímpicos de Verão da Juventude
- 18 de agosto - O  Internacional vence a Copa Libertadores da América
- 22 de agosto -  Will Power vence o Grande Prêmio de Sonoma da Indycar
- 26 de agosto - Termino dos Jogos Olímpicos de Verão da Juventude
- 27 de agosto - O  Atlético Madrid vence a Supercopa Europeia de Futebol
- 28 de agosto -  Dario Franchitti vence o Grande Prêmio de Chicago da Indycar
- 28 de agosto - Teve início a primeira edição do World Combat Games
- 29 de agosto
  - Os  Estados Unidos vencem o Grand Prix de Voleibol
  -  Lewis Hamilton vence o Grande Prêmio da Bélgica de Fórmula 1
  -  O Estádio Fonte Nova é demolido, a fim de ser reformado para a Copa do Mundo de 2014

## Setembro
- 4 de setembro -  Hélio Castroneves vence o Grande Prêmio de Kentucky da Indycar
- 4 de setembro - Fim da primeira edição do World Combat Games
- 8 de setembro - A  LDU Quito vence a Recopa Sul-Americana de Futebol
- 11 de setembro -  Kim Clijsters vence  Vera Zvonareva e é campeã do US Open
- 12 de setembro
  -  Pastor Maldonado vence o campeonato da GP2
  -  Fernando Alonso vence o Grande Prêmio da Itália de Fórmula 1
  - Os  Estados Unidos vencem o Campeonato Mundial de Basquetebol Masculino
- 19 de setembro -  Hélio Castroneves vence o Grande Prêmio de Motegi da Indycar
- 25 de setembro -  Abertura dos Jogos Equestres Mundiais de 2010, em Lexington, Kentucky, nos Estados Unidos
- 26 de setembro -  Fernando Alonso vence o Grande Prêmio de Cingapura de Fórmula 1

## Outubro
- 2 de outubro -  Scott Dixon vence o Grande Prêmio de Miami da Indycar, e  Dario Franchitti é o campeão da temporada 2010 da Indycar.
- 3 de outubro - Os  Estados Unidos vencem o Campeonato Mundial de Basquetebol Feminino.
- 10 de outubro
  -  Toni Elías é campeão da temporada 2010 de Moto2.
  -  Jorge Lorenzo é campeão da temporada 2010 de MotoGP.
  -  Sebastian Vettel vence o Grande Prêmio do Japão de Fórmula 1.
  - O  Brasil vence o Campeonato Mundial de Voleibol Masculino.
- 17 de outubro - O  Santos vence a Copa Libertadores da América Feminina
- 24 de outubro
  -  Fernando Alonso vence o Grande Prêmio da Coreia do Sul de Fórmula 1
  - A  Espanha vence o Grand Prix de Futsal

## Novembro
- 7 de novembro
  -  Marc Márquez é campeão da temporada 2010 de moto velocidade categoria 125cc.
  -  Sebastian Vettel vence o Grande Prêmio do Brasil de Fórmula 1
- 12 de novembro - Início dos Jogos Asiáticos
- 14 de novembro
  -  Sébastien Loeb e  Daniel Elena vencem o Campeonato Mundial de Rali
  - O  Guarany de Sobral vence o Campeonato Brasileiro de Futebol da Série D
  - A  Rússia vence o Campeonato Mundial de Voleibol Feminino
  -  Sebastian Vettel vence o Grande Prêmio de Abu Dhabi de Fórmula 1 e é o campeão da temporada 2010 da Fórmula 1
- 19 de novembro - O  Brasil vence o Campeonato Sul-Americano de Futebol Feminino
- 20 de novembro
  - O  Coritiba vence o Campeonato Brasileiro de Futebol da Série B
  - O  ABC vence o Campeonato Brasileiro de Futebol da Série C
- 21 de novembro -  Jimmie Johnson vence a temporada 2010 da Nascar
- 22 de novembro - O  Malwee/Jaraguá vence a Liga Futsal
- 27 de novembro - Término dos Jogos Asiáticos

## Dezembro
- 1 de dezembro - O  Vitória vence o Campeonato do Nordeste de Futebol
- 2 de dezembro -  Rússia e  Catar são escolhidos pela FIFA como sedes, respectivamente, das Copas do Mundo de Futebol de 2018 e 2022
- 5 de dezembro
  - O  Corinthians vence a Taça Brasil de Futsal
  -  Max Wilson vence a temporada da Stock Car Brasil
  - A  Sérvia vence a Copa Davis
  - O  Fluminense vence o Campeonato Brasileiro de Futebol da Série A
- 12 de dezembro - O  Estudiantes vence o Torneio Apertura do Campeonato Argentino de Futebol
- 18 de dezembro - O  Internazionale vence o Mundial de Clubes da FIFA
- 21 de dezembro - O  Cruzeiro vence o Campeonato Brasileiro de Futebol Sub-20
- 22 de dezembro - A CBF oficializa títulos nacionais de futebol de 1959 a 1970
- 31 de dezembro -  Alice Timbilili e  Marílson Gomes dos Santos vencem a Corrida São Silvestre

## Nascimentos
| Data            | Nome         | Profissão | Nacionalidade | Observações | Ref |
| --------------- | ------------ | --------- | ------------- | ----------- | --- |
| 10 de fevereiro | Chloe Covell | skatista  | Austrália     |             |     |

## Mortes
| Data          | Nome           | Profissão            | Nacionalidade            | Observações | Ref |
| ------------- | -------------- | -------------------- | ------------------------ | ----------- | --- |
| 27 de março   | Vasily Smyslov | enxadrista           | União Soviética · Rússia | n. 1921     |     |
| 7 de novembro | Hedy Stenuf    | patinadora artística | Áustria                  | n. 1922     |     |